# Ловля форелі в Америці
«Ловля форелі в Америці» (англ. Trout Fishing in America) — роман американського письменника Річарда Бротіґана. Написаний 1960—1961 й опублікований 1967 року, технічно це перший Бротіґановий роман — він написав його перед «Генералом Конфедерації з Біґ-Сур», що був опублікований першим.
У романі Бротіґанова Америка постає не «безіменним монстром зі сталі та бетону», а прихистком, де для кожного знайдеться своє місце. Роман розпочав мандрівку письменника до літературної слави і вважається як його найвизначнішою роботою, так і «найменшим із великих» романів про Америку.
Уперше українською мовою твір видало 2017 року видавництва «Komubook» у перекладі Бориса Превіра та Максима Ларченка й дизайном обкладинки від Ольги Гордієнко.